# Eupithecia exophychra
Eupithecia exophychra är en fjärilsart som beskrevs av Dyar 1920. Eupithecia exophychra ingår i släktet Eupithecia och familjen mätare. Inga underarter finns listade i Catalogue of Life.